# Poucharramet
Poucharramet (em occitano:  Pojarramet) é uma comuna francesa na região administrativa da Occitânia, no departamento do Alto Garona. Estende-se por uma área de 22.53 km², com 909 habitantes, segundo o censo de 2018, com uma densidade de 40 hab/km².